# Істевони

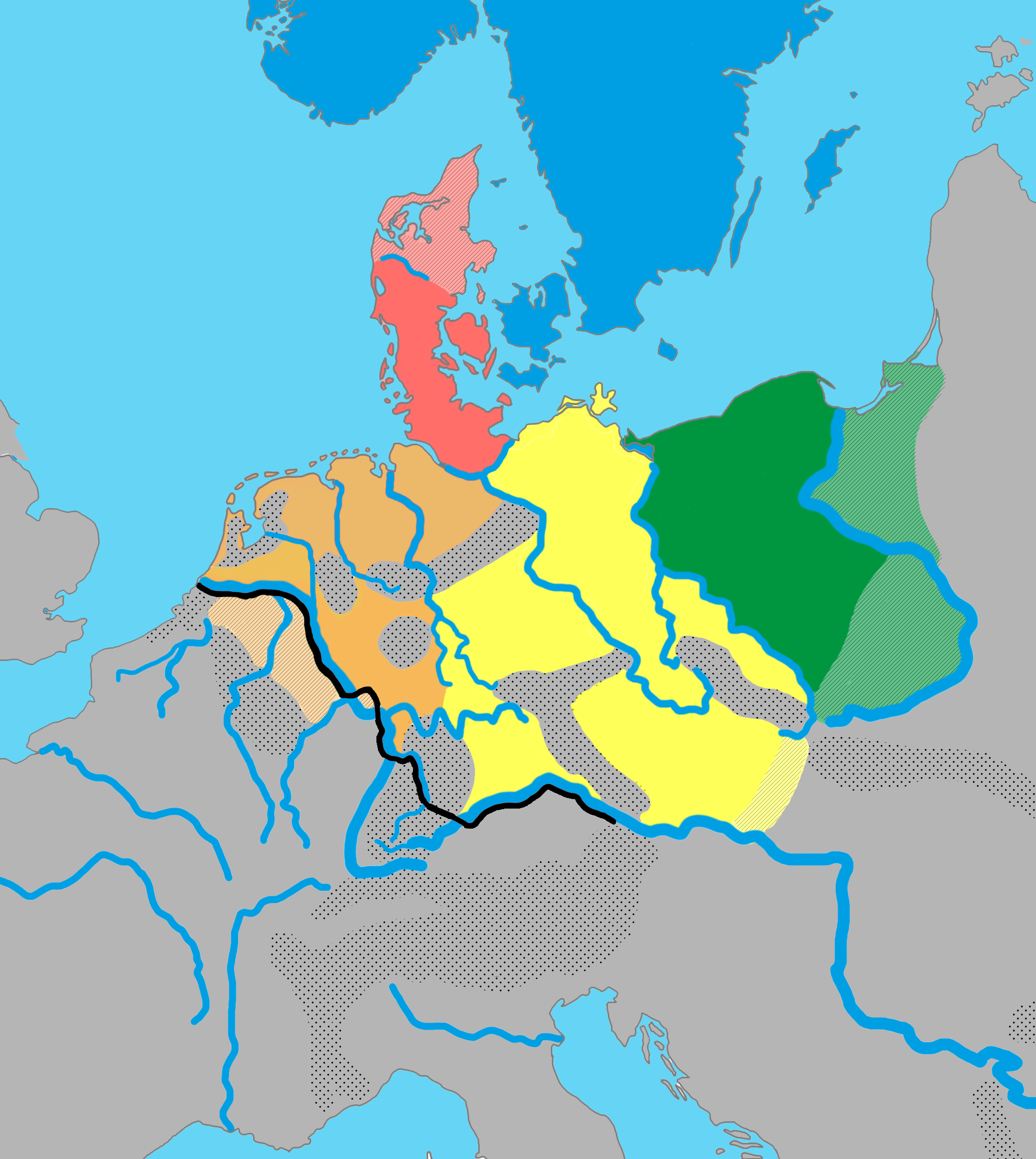
Цегловим позначено землі істевонів

Істевони (нім. Istwäonen , іскевони) — одне з трьох головних племен древніх германців, що жили на північному заході Німеччини, на обох берегах Рейну.
Назва племені походить від Істо чи Іска, сина Маннуса, героя племені. До істевонів належать пізній племінний союз франків — сігамбри, убії, батави, хамави, бруктери та ін.